# 4.ª División de Portaaviones (Japón)
La 4.ª División de Portaaviones (第四航空戦隊 Dai-yon Kōkū Sentai?) fue una unidad de portaaviones de la 1.ª Flota Aérea de la Armada Imperial Japonesa.

## Historia

### Segunda Guerra Mundial
Al comienzo de la Guerra del Pacífico en la Segunda Guerra Mundial, la división estaba compuesta por el portaaviones 	Ryūjō, junto con los destructores Shiokaze y Hokaze.

## Historial
| Fecha                   | Unidad          | Unidades                                       |
| ----------------------- | --------------- | ---------------------------------------------- |
| 1 de diciembre de 1937  | Flota Combinada | Notoro, Kinugasa Maru                          |
| 1 de agosto de 1938     | Disuelta.       | Disuelta.                                      |
| 1 de abril de 1941      | 1.ª Flota Aérea | Ryūjō                                          |
| 11 de agosto de 1941    | 1.ª Flota Aérea | Ryūjō                                          |
| 11 de agosto de 1941    | 1.ª Flota Aérea | 3.ª División de Destructores: Shiokaze, Hokaze |
| 10 de diciembre de 1941 | 1.ª Flota Aérea | Ryūjō, Kasuga Maru                             |
| 10 de diciembre de 1941 | 1.ª Flota Aérea | 3.ª División de Destructores: Shiokaze, Hokaze |
| 1 de abril de 1942      | 1.ª Flota Aérea | Ryūjō, Shōhō                                   |
| 3 de mayo de 1942       | 1.ª Flota Aérea | Ryūjō, Shōhō, Jun'yō                           |
| 20 de mayo de 1942      | 1.ª Flota Aérea | Ryūjō, Jun'yō                                  |
| 14 de julio de 1942     | Disuelta.       | Disuelta.                                      |
| 1 de mayo de 1944       | 3.ª Flota       | Hyūga, Ise, 634.º Grupo Aéreo Naval            |
| 15 de octubre de 1944   | 3.ª Flota       | Jun'yō, Ryūhō, Hyūga, Ise                      |
| 24 de octubre de 1944   | 3.ª Flota       | Hyūga, Ise                                     |
| 15 de diciembre de 1944 | 2.ª Flota       | Hyūga, Ise                                     |
| 1 de marzo de 1945      | Disuelta.       | Disuelta.                                      |